# 星空ワイド 今夜もシャララ
『星空ワイド 今夜もシャララ』（ほしぞらワイド こんやもシャララ）は、1977年4月4日から1982年10月1日まで、平日（月曜 - 金曜）深夜に放送された、CBCラジオ（中部日本放送）の若者向けラジオ番組である。通称「今シャラ（こんシャラ）」。

## 概要
1970年代、CBCラジオはニッポン放送から『オールナイトニッポン』のネット乗り入れが始まる直前の時間帯である、月 - 金曜日23時 - 24時台に、平日夜の若者向け番組の時間帯の開拓に着手した。当番組の前に『ジョイジョイナイト』（1974年10月 - 1976年3月）や『ジャストリクエスト』（1976年4月 - 1977年3月）などを放送していたが、何れも短命に終わっていた。
『ジョイジョイナイト』『ジャストリクエスト』は音楽番組だが、当番組は制作方針を一転。当時、土曜昼に放送していた『土曜天国』で、パーソナリティを務めていた、つボイノリオを始め、地元タレントの水谷ミミ、伊藤秀志。同局アナウンサーの多田成男、小堀勝啓など、個性の強いタレントとアナウンサーをパーソナリティに起用。パーソナリティの話術で番組を押し進める形式となった。
当初は男女ペアのパーソナリティが番組を進行していたが、その後は各曜日毎に、1名のパーソナリティが単独で担当。番組末期は再び男女ペアのパーソナリティが担当する形式に戻った。
はがきが採用されたリスナーには『読まれマーク』が贈られ、このマークの『YOんだよ』の部分だけ集めて番組に送ると番組特製ボールペン（2枚）、電卓（4枚）、トランジスタラジオ（5枚）、
デジタル時計（10枚）などの景品と交換する事が出来た。
放送時間は当初は23:00 - 24:30までだったが、1978年4月より、23:30 - 24:30に短縮された。この様な小規模なリニューアルを繰り返し、5年6ヶ月の歴史に幕を閉じた。
番組終了後、平日23時 - 24時台は『今夜もシャララ』の名を冠しつつ、女性リスナーの取り込みを図った新番組『今夜もシャララ ぽっぷるfeeling』を開始（1984年3月終了）。直前の時間帯の21時 - 22時台は『小堀勝啓のわ!Wide とにかく今夜がパラダイス』を開始した（1989年9月終了）。
2013年11月25日（月）22:00 - 23:55に『伝説の深夜ラジオ復活祭』の一環として、つボイノリオ、伊藤秀志のパーソナリティで、一夜限りの復活放送を行った。

## パーソナリティの変遷
太字はCBCアナウンサー（当時）
| 期間                  | 月曜日                | 火曜日            | 水曜日                | 木曜日              | 金曜日                |
| --------------------- | --------------------- | ----------------- | --------------------- | ------------------- | --------------------- |
| 1977年4月～9月        | 多田成男              | 小原初美 小堀勝啓 | つボイノリオ 権田増美 | 森ミドリ            | 藤本憲幸 水谷ミミ     |
| 1977年10月～1978年3月 | 多田成男              | 小原初美 小堀勝啓 | つボイノリオ 権田増美 | 藤本憲幸 水谷ミミ   | 森ミドリ              |
| 1978年4月～9月        | 多田成男              | 小原初美 小堀勝啓 | つボイノリオ 権田増美 | 藤本憲幸 水谷ミミ   | エバ 北村想           |
| 1978年10月～1979年3月 | 多田成男 木村奈保子   | 小堀勝啓 白木章子 | つボイノリオ 権田増美 | 藤本憲幸 水谷ミミ   | 野口小太郎 西部みどり |
| 1979年4月～9月        | つボイノリオ 権田増美 | 篠田百合子        | 多田成男 八島洋子     | 水谷ミミ 山本洋三   | 野口小太郎 西部みどり |
| 1979年10月～1980年9月 | つボイノリオ 権田増美 | 小堀勝啓          | 多田成男 八島洋子     | 水谷ミミ 山本洋三   | 野口小太郎 稲葉洋子   |
| 1980年10月～1981年9月 | つボイノリオ          | 水谷ミミ          | 小堀勝啓              | 伊藤秀志            | 八島洋子              |
| 1981年10月～1982年3月 | つボイノリオ 小西雅子 | 水谷ミミ 岡村洋一 | 小堀勝啓 白木章子     | 伊藤秀志 宮崎恵美子 | 冨田和音 権田増美     |
| 1982年4月～9月        | つボイノリオ 小西雅子 | 水谷ミミ 岡村洋一 | 小堀勝啓 白木章子     | 伊藤秀志 宮崎恵美子 | 冨田和音 大島千佳子   |

## 番組で放送された主なコーナー
- シャララ大学 - 多田担当日のコーナー。毎回一つの事柄を採り上げ、それについて面白おかしく解説[3]。
- 大発見や～のコーナー - 多田担当日のコーナー。リスナーから寄せられた大発見を「大発見や～」[4]というガナリと共に紹介。
- ロスト・ラブ - 多田・八島担当日のコーナー。リスナーからの初体験や“危険な恋愛”などの報告を紹介。主に八島が読み上げていた[5]。
- リスナー作の詩に即興で曲を付けるコーナー（正式コーナー名不明） - 森ミドリ担当日のコーナー[3]。
- 今週のびっくりさん - つボイ・権田担当日のコーナー。リスナーから寄せられた「びっくりしたこと」を紹介[6]。
- 新・ことわざ辞典 - つボイ・権田担当日のコーナー。リスナーから寄せられた新作のことわざ（ことわざというよりは明らかにギャグであるものも少なからず寄せられていた）を紹介。権田卒業後は「続・ことわざ辞典」と改題された。
- 修学旅行リポート - つボイノリオ担当日のコーナー。当時のアシスタントであった、権田増美が歌ったコーナー限定のテーマソング（「修学旅行の歌」）が話題となった。
- ごめんなさいのコーナー - つボイ・権田担当日のコーナー。前週の放送時のトチリ等についてのリスナーからのお叱りのハガキを紹介。但しリスナーの指摘に対しつボイは言い訳に終始するのがお約束の様になっており、素直に謝ることは無かった。
- あなたもDJになれるかな?コーナー - つボイノリオ担当日のコーナー。毎週二人のリスナーが電話出演し60秒の持ち時間でトークを競う。勝ち抜き制であり、勝ったリスナーは「小結」に認定され、一週勝つごとに関脇→大関と地位が上がり、4週勝ち抜くと「アマチュアDJ横綱」となって商品が贈呈された[5]。その他、DJに関する質問や提案、早口言葉などの挑戦状を募集していた[7][8]。
- 今シャラ・オリンピック委員会 - つボイノリオ担当日のコーナー。1981年1月頃の時点で1988年の名古屋オリンピックが現実味を帯びていた頃（結局実現せず）、これを題材としてつボイとリスナーとでこのオリンピックを演出しようと、その様々な案を募集していた[7][8]。
- 元祖パロパロ総本家 - つボイノリオ担当日のコーナー。フリーテーマでとにかく面白ければそれで良いというネタを募集[9]。
- ときめきの地獄めぐり - つボイノリオ担当日のコーナー。ずばり地獄を想定し、そこでの新しいいたぶり方、脱出法などのネタを募集[9]。
- 集まれタレコミ広場 - つボイノリオ担当日のコーナー。他の番組で出たNG、ミステイクなどの色々な失敗の情報を募集[9]。
- トサカコーナー - 藤本・水谷担当日のコーナー。リスナーから寄せられた怒りのハガキを紹介。ハガキの最後に「バカヤロー!」というフレーズが付けられるのが慣例となっていた。その後も水谷ミミ担当日でこのコーナーは長く継続された[7][8]。
- 電話でデート - 水谷担当日のコーナー。リスナーが希望する設定のデートを行う[7]。
- 私はここに感動した - 水谷ミミ担当日、エンディング前のコーナー。リスナーが自分の中で感動したというエピソードを募集[8]。
- 力道山物語 - 水谷ミミ、山本洋三担当日のコーナー。ショートドラマ形式。「力道山物語」となっているが話は評伝ではなく、全て架空の話であった。
- 上を向いて青春 - 水谷ミミ、岡村洋一担当日のコーナー。青春を確実に生きようとする若者をラジオドラマ風に紹介[10]。
- ワーストミュージック ベストテン - 小堀勝啓担当日のコーナー。タイトル通り、色々な曲を嫌な順にランク付けしていた[10]。
- どて焼きミュージック - 小堀勝啓担当日のコーナー。音楽なら何でもありで、ポップス、ニューミュージックから日本の民謡クラシックに至るまで、各ジャンルの音楽の共通点や歴史を探る[5]。他には一発屋歌手、亡くなったアーティストなど様々な特集での選曲によるメドレー[1]。
- 立ち食いミュージック - 小堀勝啓担当日のコーナー。「イントロ特集」「意味深な歌詞の絵解き大会」など、音楽のことなら何でもと言った企画の特集[7][8]。
- 夜の相談室 - 小堀勝啓担当日のコーナー[1]。
- 愛のまぜごはん - 小堀勝啓担当日のコーナー[7]
- 小太郎・洋子のお子様劇場 - 野口・稲葉担当日のコーナー。ドラマの冒頭で野口が一言台詞を発し、これをお題としてこの続きをリスナーが原稿用紙4～10枚ほどの内容のドラマに仕上げる。作品が採用されたリスナーには芥川賞ならぬ「アッ小太川賞」と称された賞品（その時々によって変わる）が贈られる[5]。
- 不条理のコーナー - 野口・稲葉担当日のコーナー[5]。
- カンカンガクガクのコーナー - 野口・稲葉担当日のコーナー[5]。
- 秀志の夢売りテレフォン - 伊藤秀志担当日のコーナー。スターや歴史上の人物など、憧れているがかなわなそうだというそんな夢を実現させようというコーナー[7][8]。
- 歌謡デスマッチ・そのディスクをまわせ！ → 歌謡デスマッチ・俺のエンターテナー - 伊藤秀志担当日のコーナー[7][8][11]。
- 私の日記帳 - 伊藤秀志担当日のコーナー[7][8]。
- 親の目子の目ぼくらの目 - 伊藤秀志、宮崎恵美子担当日のコーナー。最近の事件や出来事などを年代別、世代別、それぞれの人から見るとどうなるのかということを、コント風にまとめたリスナーからのはがきを募集していた[10]。
- あたし負けない! - 八島洋子担当日（1980年10月～1981年9月）のコーナー[7]
- 名探偵登場 - 八島洋子担当日（1980年10月～1981年9月）のコーナー[7][8]。
- 青春の条件 - 八島洋子担当日（1980年10月～1981年9月）のコーナー[7][8]。
- 恥のうわぬりコーナー - 冨田和音、権田増美担当日のコーナー。リスナーからの様々な失敗談、恥話などを募集[10]。
- 今シャラ・プレイアカデミー - カネボウ食品（現・クラシエフーズ）提供の企画ネット。コーナー後に、「プレイガムタイム」名義のラジオ番組風CM（当時、カネボウ食品から発売された『プレイガム』のCM）を放送した。開始当初は島津靖雄アナの『島やんのプレイガムタイム』。後に荒川戦一アナの『荒せんのプレイガムタイム』となった[12]。
- なんでも相談 - 一つのテーマについて一週間全曜日通して話し合う、帯コーナー[8]。

ほか。

## テーマ音楽

### 番組前期（1980年9月まで）
- オープニング
  - サルサ（ルイ・ラミレス）
- エンディング
  - ソウル・バレエ（ピーター・ネロ）
  - サファリ(渡辺貞夫)　火曜日のみ

### 番組後期（1980年10月以降）
- オープニング
  - ローラー・ジュビリー（アル・ディ・メオラ）[13]
- エンディング
  - モーニング・ダンス（スパイロ・ジャイラ）